# Fred Radcliffe
Fred Radcliffe (* um 1915; † nach 1947) war ein US-amerikanischer Jazzmusiker (Schlagzeug) der späten Swingära.
Fred Radcliffe spielte 1943/44 bei Lionel Hampton; mit einem Sextett aus dessen Orchester wirkte er bei Dinah Washingtons erster Plattensession für das Plattenlabel Keynote Records mit („Evil Gal Blues“/„Salty Papa Blues“). In den folgenden Jahren arbeitete er mit Earl Bostic, Don Byas, Herbie Fields, Les Paul, Earl Warren, und Arnett Cobb. Im Bereich des Jazz war er zwischen 1943 und 1947 an 31 Aufnahmesessions beteiligt.